# Campeonato da Espanha de Ciclismo em Pista
O Campeonato da Espanha de ciclismo em pista é uma competição ciclista que se disputa em Espanha para determinar os campeões das diferentes modalidades de ciclismo em pista. Disputa-se anualmente e é organizada pela Federação Espanhola de Ciclismo.

## Provas Masculinas

### Velocidade
| Ano          | Sede                                  | Campeão                 | Notas                                               |
| ------------ | ------------------------------------- | ----------------------- | --------------------------------------------------- |
| 1883         | Velódromo do Retiro, Madrid           | Nicolás Echagüe         |                                                     |
| 1884         | Madrid                                | Nicolás Echagüe         |                                                     |
| 1885         | Madrid                                | José Ribera             |                                                     |
| 1886         | Madrid                                | Arturo Periquet         |                                                     |
| 1887         | Velódromo do Retiro, Madrid           | José Ribera             |                                                     |
| 1888         | Madrid                                | Arturo Periquet         |                                                     |
| 1889         | Velódromo de La Albericia, Santander  | Luis Peláez Quintanilla |                                                     |
| 1890         | Velódromo de La Albericia, Santander  | José López Coterilla    |                                                     |
| 1891         | Madrid                                | Luis del Campo          |                                                     |
| 1892         | Não se disputou                       | Não se disputou         | Não se disputou                                     |
| 1893         | Madrid                                | Luis del Campo          |                                                     |
| 1894         | Velódromo de as Delícias, Madrid      | Manuel Lacasa           |                                                     |
| 1895         | Velódromo de as Delícias, Madrid      | Manuel Lacasa           |                                                     |
| 1896         | Velódromo de as Delícias, Madrid      | Julián Lozano           |                                                     |
| 1897 – 1898  | Não se disputou                       | Não se disputou         | Não se disputou                                     |
| 1899         | Velódromo dos Campos Elíseos, Madrid  | Não se disputou         |                                                     |
| 1900 – 1903  | Não se disputou                       | Não se disputou         | Não se disputou                                     |
| 1904         | Velódromo de Tirador, Palma           | Manuel Neira            |                                                     |
| 1905         | Não se disputou                       | Não se disputou         | Não se disputou                                     |
| 1906         | La Creu Alta, Sabadell                | Não se disputou         |                                                     |
| 1907         | Não se disputou                       | Não se disputou         | Não se disputou                                     |
| 1908         | Velódromo de Atocha, San Sebastián    | Jaume Duran             |                                                     |
| 1909         | Velódromo Parc d’Sports, Barcelona    | Jaume Duran             |                                                     |
| 1910         | Avilés                                | Jaume Duran             |                                                     |
| 1911         | Velódromo de Atocha, San Sebastián    | Jaume Duran             |                                                     |
| 1912         | Não se disputou                       | Não se disputou         | Não se disputou                                     |
| 1913         | Manacor                               | Joaquim Rubio           |                                                     |
| 1914         | Velódromo de Tirador, Palma           | Gabriel Oliver          |                                                     |
| 1915         | Lluchmayor                            | Joaquim Rubio           |                                                     |
| 1916         | Velódromo de Tirador, Palma           | Óscar Leblanc           |                                                     |
| 1917         | Não se disputou                       | Não se disputou         | Não se disputou                                     |
| 1918         | Não se disputou                       | Não se disputou         | Não se disputou                                     |
| 1919         | Velódromo de Tirador, Palma           | Miquel Bover Salom      |                                                     |
| 1920         | Velódromo de Tirador, Palma           | Miquel Bover Salom      |                                                     |
| 1921         | Velódromo de Tirador, Palma           | Juan Bautista Llorens   |                                                     |
| 1922         | Villarreal                            | Juan Bautista Llorens   |                                                     |
| 1923         | Velódromo de Ciudad Lineal, Madrid    | Juan Bautista Llorens   |                                                     |
| 1924         | Badalona                              | Juan Bautista Llorens   |                                                     |
| 1925         | Velódromo de Ciudad Lineal, Madrid    | Julián Español          |                                                     |
| 1926         | Mendizorroza, Vitoria                 | Julián Español          |                                                     |
| 1927         | Mendizorroza, Vitoria                 | Julián Español          |                                                     |
| 1928         | Vallejo, Valencia                     | Antonio Torres          |                                                     |
| 1929         | Sants, Barcelona                      | Julián Español          |                                                     |
| 1930         | Velódromo de Torrero, Zaragoza        | Julián Español          |                                                     |
| 1931         | Velódromo de Tirador, Palma           | Julián Español          |                                                     |
| 1932         | Velódromo de Torrero, Zaragoza        | Joan Plans              |                                                     |
| 1933         | Velódromo de Torrero, Zaragoza        | Joan Plans              |                                                     |
| 1934         | Velódromo de Tirador, Palma           | Josep Nicolau           |                                                     |
| 1935         | Velódromo de Tirador, Palma           | Joan Plans              |                                                     |
| 1936         | Velódromo de Tirador, Palma           | Não se disputou         | Suspendido pelo estallido da Guerra Civil espanhola |
| 1937         | Não se disputou                       | Não se disputou         | Não se disputou                                     |
| 1938         | Não se disputou                       | Não se disputou         | Não se disputou                                     |
| 1939         | Velódromo de Tirador, Palma           | Joan Plans              |                                                     |
| 1940         | Velódromo de Tirador, Palma           | Miquel Llompart         |                                                     |
| 1941         | Velódromo de Tirador, Palma           | Joan Plans              |                                                     |
| 1942         | Velódromo de Ciudad Lineal, Madrid    | Joan Plans              |                                                     |
| 1943         | Velódromo de Tortosa                  | Joan Plans              |                                                     |
| 1944         | Velódromo de Tirador, Palma           | Alejandro Fombellida    |                                                     |
| 1945         | Velódromo de Tortosa                  | Joan Plans              |                                                     |
| 1946         | Reus                                  | Alejandro Fombellida    |                                                     |
| 1947         | Velódromo de Tirador, Palma           | Guillem Timoner         |                                                     |
| 1948         | Velódromo de Tirador, Palma           | Guillem Timoner         |                                                     |
| 1949         | Velódromo de Mataró                   | Miquel Poblet           |                                                     |
| 1950         | Velódromo de Tirador, Palma           | Guillem Timoner         |                                                     |
| 1951 (prof.) | Pavilhão do Desporto, Barcelona       | Miquel Poblet           |                                                     |
| 1951 (amat.) | Velódromo de Graça, Barcelona         | José Saura              |                                                     |
| 1952 (prof.) | Não se disputou                       | Não se disputou         | Não se disputou                                     |
| 1952 (amat.) | Velódromo de Graça, Barcelona         | Santiago Mostajo        |                                                     |
| 1953 (prof.) | Não se disputou                       | Não se disputou         | Não se disputou                                     |
| 1953 (amat.) | Velódromo de Graça, Barcelona         | Antonio Bertrán         |                                                     |
| 1954 (prof.) | Velódromo de Tirador, Palma           | Não se disputou         |                                                     |
| 1954 (amat.) | Não se disputou                       | Não se disputou         | Não se disputou                                     |
| 1955 (prof.) | Não se disputou                       | Não se disputou         | Não se disputou                                     |
| 1955 (amat.) | Velódromo de Mataró                   | Francesc Tortella       |                                                     |
| 1956 (prof.) | Velódromo de Tirador, Palma           | Guillem Timoner         |                                                     |
| 1956 (amat.) | Velódromo de Mataró                   | Francesc Tortella       |                                                     |
| 1957 (prof.) | Velódromo de Mataró                   | Miquel Poblet           |                                                     |
| 1957 (amat.) | Algemesí                              | Antoni Carreras         |                                                     |
| 1958 (prof.) | Não se disputou                       | Não se disputou         | Não se disputou                                     |
| 1958 (amat.) | Velódromo de Mataró                   | Joan Martí Julià        |                                                     |
| 1959 (prof.) | Velódromo de Mataró                   | Miquel Poblet           |                                                     |
| 1959 (amat.) | Velódromo de Mataró                   | Francesc Tortella       |                                                     |
| 1960 (prof.) | Velódromo de Mataró                   | Miquel Poblet           |                                                     |
| 1960 (amat.) | Velódromo de Mataró                   | Francesc Tortella       |                                                     |
| 1961 (prof.) | Velódromo de Mataró                   | Miquel Poblet           |                                                     |
| 1961 (amat.) | Velódromo de Mataró                   | Jordi Terricabris       |                                                     |
| 1962 (prof.) | Velódromo de Mataró                   | Miquel Poblet           |                                                     |
| 1962 (amat.) | Velódromo de Mataró                   | José María Puig         |                                                     |
| 1963 (prof.) | Velódromo de Mataró                   | Francesc Tortella       |                                                     |
| 1963 (amat.) | Velódromo de Mataró                   | Jordi Cañellas          |                                                     |
| 1964 (prof.) | Velódromo de Mataró                   | Francesc Tortella       |                                                     |
| 1964 (amat.) | Velódromo de Mataró                   | Jordi Cañellas          |                                                     |
| 1965 (prof.) | Velódromo de Mataró                   | Francesc Tortella       |                                                     |
| 1965 (amat.) | Velódromo de Mataró                   | Jordi Cañellas          |                                                     |
| 1966 (prof.) | Não se disputou                       | Não se disputou         | Não se disputou                                     |
| 1966 (amat.) | Não se disputou                       | Não se disputou         | Não se disputou                                     |
| 1967 (prof.) | Palácio dos Desportos, Madrid         | Juan Carlos Pérez       |                                                     |
| 1967 (amat.) | Palácio dos Desportos, Madrid         | José Luis Errandonea    |                                                     |
| 1968 (prof.) | Não se disputou                       | Não se disputou         | Não se disputou                                     |
| 1968 (amat.) | Não se disputou                       | Não se disputou         | Não se disputou                                     |
| 1969 (prof.) | Palácio dos Desportos, Madrid         | José Luis Errandonea    |                                                     |
| 1969 (amat.) | Palácio dos Desportos, Madrid         | Ramon Torrà             |                                                     |
| 1970         | Não se disputou                       | Não se disputou         | Não se disputou                                     |
| 1971         | El Tiemblo                            | Félix Suárez            |                                                     |
| 1972         | Velódromo de Anoeta, San Sebastián    | Félix Suárez            |                                                     |
| 1973         | Velódromo de Campos                   | Félix Suárez            |                                                     |
| 1974         | Velódromo de Anoeta, San Sebastián    | Félix Suárez            |                                                     |
| 1975         | Velódromo de Anoeta, San Sebastián    | Fernand Lajo            |                                                     |
| 1976         | Velódromo Andreu Oliver, Algaida      | Julián de Frutos        |                                                     |
| 1977         | Lérida                                | Adolfo Marín            |                                                     |
| 1978         | Velódromo de Tortosa                  | Avelino Perea           |                                                     |
| 1979         | Velódromo Andreu Oliver, Algaida      | Avelino Perea           |                                                     |
| 1980         | Velódromo de Anoeta, San Sebastián    | Avelino Perea           |                                                     |
| 1981         | Velódromo de Anoeta, San Sebastián    | Antonio Esparza         |                                                     |
| 1982         | Sax                                   | Antxon Lekuona          |                                                     |
| 1983         | Zaragoza                              | Juan Alandete           |                                                     |
| 1984         | Velódromo de Horta, Barcelona         | Javier Ander Egg        |                                                     |
| 1985         | Alcalá de Henares                     | Juan Luis Ortega        |                                                     |
| 1986         | Cadeira                               | Juan Alandete           |                                                     |
| 1987         | Velódromo de Horta, Barcelona         | José Javier Gil         |                                                     |
| 1988         | Velódromo de Horta, Barcelona         | José Manuel Moreno      |                                                     |
| 1989         | Chiclana                              | José Manuel Moreno      |                                                     |
| 1990         | Alcalá de Henares                     | José Manuel Moreno      |                                                     |
| 1991         | Tomelloso                             | José Manuel Moreno      |                                                     |
| 1992         | Palácio Velódromo Luis Puig, Valencia | José Antonio Escuredo   |                                                     |
| 1993         | Palácio Velódromo Luis Puig, Valencia | José Manuel Moreno      |                                                     |
| 1994         | Alcázar de San Juan                   | Alberto Roca            |                                                     |
| 1995         | Palácio Velódromo Luis Puig, Valencia | José Antonio Escuredo   |                                                     |
| 1996         | Velódromo de Son Moix, Palma          | José Antonio Escuredo   |                                                     |
| 1997         | Velódromo de Son Moix, Palma          | José Antonio Escuredo   |                                                     |
| 1998         | Palácio Velódromo Luis Puig, Valencia | José Manuel Moreno      |                                                     |
| 1999         | Palácio Velódromo Luis Puig, Valencia | José Antonio Escuredo   |                                                     |
| 2000         | Palácio Velódromo Luis Puig, Valencia | Salvador Meliá          |                                                     |
| 2001         | Palácio Velódromo Luis Puig, Valencia | José Antonio Villanueva |                                                     |
| 2002         | Palácio Velódromo Luis Puig, Valencia | José Antonio Villanueva |                                                     |
| 2003         | Palácio Velódromo Luis Puig, Valencia | José Antonio Villanueva |                                                     |
| 2004         | Velódromo de Son Moix, Palma          | José Antonio Escuredo   |                                                     |
| 2005         | Velódromo Miguel Indurain, Tafalla    | Alfred Moreno           |                                                     |
| 2006         | Velódromo Miguel Indurain, Tafalla    | José Antonio Villanueva |                                                     |
| 2007         | Palma Arena, Palma                    | José Antonio Villanueva |                                                     |
| 2008         | Palma Arena, Palma                    | Álvaro Alonso           |                                                     |
| 2009         | Palma Arena, Palma                    | José Antonio Escuredo   |                                                     |
| 2010         | Palma Arena, Palma                    | Itmar Esteban           |                                                     |
| 2011         | Palma Arena, Palma                    | José Antonio Escuredo   |                                                     |
| 2012         | Palma Arena, Palma                    | José Moreno             |                                                     |
| 2013         | Velódromo Miguel Indurain, Tafalla    | Juan Peralta            |                                                     |
| 2014         | Galapagar                             | Juan Peralta            |                                                     |
| 2015         | Galapagar                             | Juan Peralta            |                                                     |
| 2016         | Palma Arena, Palma                    | Juan Peralta            |                                                     |
| 2017         | Palma Arena, Palma                    | Juan Peralta            |                                                     |
| 2018         | Palácio Velódromo Luis Puig, Valencia | Juan Peralta            |                                                     |
| 2019         | Palácio Velódromo Luis Puig, Valencia | José Moreno             |                                                     |

### Medio fundo depois de moto stayer
| Ano           | Sede                                  | Campeão               | Notas                                               |
| ------------- | ------------------------------------- | --------------------- | --------------------------------------------------- |
| 1908          | Velódromo de Tirador, Palma           | Otilio Borrás         |                                                     |
| 1909          | Velódromo Parc d’Sports, Barcelona    | Otilio Borrás         |                                                     |
| 1910          | Avilés                                | Vicente Blanco        |                                                     |
| 1911          | Não se disputou                       | Não se disputou       | Não se disputou                                     |
| 1912          | Não se disputou                       | Não se disputou       | Não se disputou                                     |
| 1913          | Velódromo de Tirador, Palma           | Jaume Mayol           |                                                     |
| 1914          | Velódromo de Tirador, Palma           | Simó Febrer           |                                                     |
| 1915          | Velódromo de Tirador, Palma           | Simó Febrer           |                                                     |
| 1916          | Velódromo de Tirador, Palma           | Simó Febrer           |                                                     |
| 1917          | Velódromo de Tirador, Palma           | Miquel Bover Salom    |                                                     |
| 1918          | Velódromo de Tirador, Palma           | Simó Febrer           |                                                     |
| 1919          | Velódromo de Tirador, Palma           | Miquel Bover Salom    |                                                     |
| 1920          | Velódromo de Tirador, Palma           | Miquel Bover Salom    |                                                     |
| 1921          | Velódromo de Tirador, Palma           | Gaspar Pocoví         | Não oficial. Anulado pela UVE                       |
| 1922          | Villarreal                            | Juan Bautista Llorens |                                                     |
| 1923          | Velódromo de Ciudad Lineal, Madrid    | Gerardo Molina        |                                                     |
| 1924          | La Creu Alta, Sabadell                | Miquel Bover Salom    |                                                     |
| 1925          | Mendizorroza, Vitoria                 | Miquel Bover Salom    |                                                     |
| 1926          | Velódromo de Tirador, Palma           | Miquel Bover Salom    |                                                     |
| 1927          | Velódromo de Tirador, Palma           | Josep Cebrián         |                                                     |
| 1928          | Sants, Barcelona                      | Josep Cebrián         |                                                     |
| 1929          | Velódromo de Tirador, Palma           | Josep Cebrián         |                                                     |
| 1930          | Sants, Barcelona                      | Julián Español        |                                                     |
| 1931          | Velódromo de Tirador, Palma           | Josep Cebrián         |                                                     |
| 1932          | Sants, Barcelona                      | Não se disputou       | Não se disputou por clausura do velódromo de Sants  |
| 1933          | Não se disputou                       | Não se disputou       | Não se disputou                                     |
| 1934          | Velódromo de Tirador, Palma           | Josep Cebrián         |                                                     |
| 1935          | Velódromo de Tirador, Palma           | Não se disputou       | Suspendido por falta de inscritos suficientes       |
| 1936          | Velódromo de Tirador, Palma           | Não se disputou       | Suspendido pelo estallido da Guerra Civil espanhola |
| 1937 – 1939   | Não se disputou                       | Não se disputou       | Não se disputou                                     |
| 1940          | Velódromo de Tirador, Palma           | Joan Bover            |                                                     |
| 1941          | Velódromo de Tirador, Palma           | Miquel Llompart       |                                                     |
| 1942          | Não se disputou                       | Não se disputou       | Não se disputou                                     |
| 1943          | Velódromo de Tirador, Palma           | Miquel Llompart       |                                                     |
| 1944          | Velódromo de Tirador, Palma           | Não se disputou       |                                                     |
| 1945          | Velódromo de Tirador, Palma           | Guillem Timoner       |                                                     |
| 1946          | Velódromo de Tirador, Palma           | Guillem Timoner       |                                                     |
| 1947          | Velódromo de Tirador, Palma           | Guillem Timoner       |                                                     |
| 1948          | Velódromo de Tirador, Palma           | Não se disputou       |                                                     |
| 1949          | Velódromo de Tirador, Palma           | Guillem Timoner       |                                                     |
| 1950 – 1964   | Não se disputou                       | Não se disputou       | Não se disputou                                     |
| 1965 (prof.)  | Velódromo de Anoeta, San Sebastián    | Pere Josep Gomila     |                                                     |
| 1965 (amat.)  | Velódromo de Tirador, Palma           | Miquel Mas            |                                                     |
| 1966 (prof.)  | Não se disputou                       | Não se disputou       | Não se disputou                                     |
| 1966 (amat.)  | Velódromo de Anoeta, San Sebastián    | Francesc Julià        |                                                     |
| 1967 – 1969   | Não se disputou                       | Não se disputou       | Não se disputou                                     |
| 1970          | El Tiemblo                            | Bartomeu Caldentey    |                                                     |
| 1971          | El Tiemblo                            | Bartomeu Caldentey    |                                                     |
| 1972          | Velódromo de Tirador, Palma           | Bartomeu Caldentey    |                                                     |
| 1973 – 1974   | Não se disputou                       | Não se disputou       | Não se disputou                                     |
| 1975          | Velódromo Andreu Oliver, Algaida      | Miquel Espinós        |                                                     |
| 1976          | Velódromo Andreu Oliver, Algaida      | Bartomeu Caldentey    |                                                     |
| 1977          | Velódromo Andreu Oliver, Algaida      | José María Fuentes    |                                                     |
| 1978          | Velódromo Andreu Oliver, Algaida      | Bartomeu Caldentey    |                                                     |
| 1979          | Velódromo Andreu Oliver, Algaida      | Bartomeu Caldentey    |                                                     |
| 1980          | Velódromo Andreu Oliver, Algaida      | Bartomeu Caldentey    |                                                     |
| 1981          | Velódromo Andreu Oliver, Algaida      | Jaume Pou             |                                                     |
| 1982          | Não se disputou                       | Não se disputou       | Não se disputou                                     |
| 1983          | Não se disputou                       | Não se disputou       | Não se disputou                                     |
| 1984          | Velódromo Andreu Oliver, Algaida      | Guillem Timoner       |                                                     |
| 1985          | Não se disputou                       | Não se disputou       | Não se disputou                                     |
| 1986          | Velódromo de Horta, Barcelona         | Jaume Pou             |                                                     |
| 1987          | Velódromo de Son Moix, Palma          | Jaume Pou             |                                                     |
| 1988          | Velódromo de Son Moix, Palma          | Jaume Risse           |                                                     |
| 1989          | Velódromo de Son Moix, Palma          | Manuel Arias          |                                                     |
| 1990 – 1991   | Não se disputou                       | Não se disputou       | Não se disputou                                     |
| 1992          | Palácio Velódromo Luis Puig, Valencia | Miquel Risse          |                                                     |
| 1993 – actual | Não se disputou                       | Não se disputou       | Não se disputou                                     |

### Medio fundo depois de moto comercial
| Ano           | Sede                               | Campeão            | Notas           |
| ------------- | ---------------------------------- | ------------------ | --------------- |
| 1941          | Velódromo de Tirador, Palma        | Miquel Llompart    |                 |
| 1942          | Velódromo de Ciudad Lineal, Madrid | Antonio Martín     |                 |
| 1943          | Velódromo de Tortosa               | Antonio Martín     |                 |
| 1944          | Velódromo de Tirador, Palma        | Miquel Salom       |                 |
| 1945          | Velódromo de Tortosa               | Guillem Timoner    |                 |
| 1946          | Velódromo de Tortosa               | Josep Dámaso       |                 |
| 1947          | Não se disputou                    | Não se disputou    | Não se disputou |
| 1948          | Velódromo de Mataró                | Guillem Timoner    |                 |
| 1949          | Velódromo de Mataró                | Guillem Timoner    |                 |
| 1950          | Velódromo de Mataró                | Guillem Timoner    |                 |
| 1951          | Não se disputou                    | Não se disputou    | Não se disputou |
| 1952          | Velódromo de Mataró                | Guillem Timoner    |                 |
| 1953          | Velódromo de Tortosa               | Josep Dámaso       |                 |
| 1954          | Velódromo de Campos                | Guillem Timoner    |                 |
| 1955          | Velódromo de Campos                | Guillem Timoner    |                 |
| 1956 (prof.)  | Velódromo de Tirador, Palma        | Não se disputou    |                 |
| 1956 (amat.)  | Velódromo de Tirador, Palma        | Não se disputou    |                 |
| 1957 (prof.)  | Velódromo de Tirador, Palma        | Não se disputou    |                 |
| 1957 (amat.)  | Velódromo de Tirador, Palma        | Antoni Carreras    |                 |
| 1958 (prof.)  | Não se disputou                    | Não se disputou    | Não se disputou |
| 1958 (amat.)  | Velódromo de Tirador, Palma        | Antoni Carreras    |                 |
| 1959 (prof.)  | Velódromo de Tirador, Palma        | Guillem Timoner    |                 |
| 1959 (amat.)  | Velódromo de Tirador, Palma        | Josep Escalas      |                 |
| 1960 (prof.)  | Velódromo de Tirador, Palma        | Pere Josep Gomila  |                 |
| 1960 (amat.)  | Velódromo de Tirador, Palma        | Josep Escalas      |                 |
| 1961 (prof.)  | Velódromo de Tirador, Palma        | Guillem Timoner    |                 |
| 1961 (amat.)  | Não se disputou                    | Não se disputou    | Não se disputou |
| 1962 (prof.)  | Velódromo de Tirador, Palma        | Guillem Timoner    |                 |
| 1962 (amat.)  | Não se disputou                    | Não se disputou    | Não se disputou |
| 1963 (prof.)  | Velódromo de Tirador, Palma        | Guillem Timoner    |                 |
| 1963 (amat.)  | Velódromo de Tirador, Palma        | Miquel Mas         |                 |
| 1964 (prof.)  | Velódromo de Tirador, Palma        | Josep Escalas      |                 |
| 1964 (amat.)  | Velódromo de Tirador, Palma        | Miquel Mas         |                 |
| 1965 – 1967   | Não se disputou                    | Não se disputou    | Não se disputou |
| 1968 (prof.)  | Velódromo de Tirador, Palma        | Amalio Hortelano   |                 |
| 1968 (amat.)  | Velódromo de Tirador, Palma        | Miquel Adrover     |                 |
| 1969 (prof.)  | Velódromo de Tirador, Palma        | Amalio Hortelano   |                 |
| 1969 (amat.)  | Velódromo de Tirador, Palma        | Miquel Adrover     |                 |
| 1970          | Velódromo de Tirador, Palma        | Francesc Julià     |                 |
| 1971          | El Tiemblo                         | Antoni Cerdà       |                 |
| 1972          | Velódromo de Tirador, Palma        | Amalio Hortelano   |                 |
| 1973          | Velódromo de Campos                | Jaume Bordoy       |                 |
| 1974 – 1975   | Não se disputou                    | Não se disputou    | Não se disputou |
| 1976          | Velódromo Andreu Oliver, Algaida   | José María Fuentes |                 |
| 1977          | Velódromo Andreu Oliver, Algaida   | José María Fuentes |                 |
| 1978          | Velódromo Andreu Oliver, Algaida   | Bartomeu Caldentey |                 |
| 1979          | Velódromo Andreu Oliver, Algaida   | Bartomeu Caldentey |                 |
| 1980          | Velódromo Andreu Oliver, Algaida   | Jaume Pou          |                 |
| 1981          | Velódromo Andreu Oliver, Algaida   | Jaume Pou          |                 |
| 1982          | Não se disputou                    | Não se disputou    | Não se disputou |
| 1983          | pendente                           | Jaume Pou          |                 |
| 1984          | Velódromo Andreu Oliver, Algaida   | Jaume Pou          |                 |
| 1985 – actual | Não se disputou                    | Não se disputou    | Não se disputou |

### Perseguição
| Ano          | Sede                                  | Campeão               | Notas           |
| ------------ | ------------------------------------- | --------------------- | --------------- |
| 1949         | Velódromo de Tirador, Palma           | Guillem Timoner       |                 |
| 1950 (prof.) | Velódromo de Mataró                   | Juan Espín            |                 |
| 1950 (amat.) | Velódromo de Mataró                   | Josep Medico          |                 |
| 1951 (prof.) | Pavilhão do Desporto, Barcelona       | Guillem Timoner       |                 |
| 1951 (amat.) | Velódromo de Graça, Barcelona         | José Saura            |                 |
| 1952 (prof.) | Velódromo de Mataró                   | Mariano Corraless     |                 |
| 1952 (amat.) | Velódromo de Graça, Barcelona         | Josep Medico          |                 |
| 1953 (prof.) | Velódromo de Mataró                   | Miquel Bover Pons     |                 |
| 1953 (amat.) | Não se disputou                       | Não se disputou       | Não se disputou |
| 1954 (prof.) | Velódromo de Tirador, Palma           | Miquel Bover Pons     |                 |
| 1954 (amat.) | Não se disputou                       | Não se disputou       | Não se disputou |
| 1955 (prof.) | Velódromo de Campos                   | Miquel Bover Pons     |                 |
| 1955 (amat.) | Velódromo de Mataró                   | Josep Casanellas      |                 |
| 1956 (prof.) | Velódromo de Tirador, Palma           | Guillem Timoner       |                 |
| 1956 (amat.) | Velódromo de Mataró                   | José García Mazo      |                 |
| 1957 (prof.) | Velódromo de Tirador, Palma           | Josep Ametllé         |                 |
| 1957 (amat.) | Algemesí, Valencia                    | Francisco Olcina      |                 |
| 1958 (prof.) | Não se disputou                       | Não se disputou       | Não se disputou |
| 1958 (amat.) | Velódromo de Tirador, Palma           | Joan Vicens           |                 |
| 1959 (prof.) | Velódromo de Tirador, Palma           | Antoni Carreras       |                 |
| 1959 (amat.) | Velódromo de Tirador, Palma           | Miquel Martorell      |                 |
| 1960 (prof.) | Velódromo de Tirador, Palma           | Antoni Carreras       |                 |
| 1960 (amat.) | Velódromo de Tirador, Palma           | Francesc Tortella     |                 |
| 1961 (prof.) | Velódromo de Tirador, Palma           | Miquel Mora           |                 |
| 1961 (amat.) | Velódromo de Campos                   | José María Errandonea |                 |
| 1962 (prof.) | Velódromo de Tirador, Palma           | Miquel Mora           |                 |
| 1962 (amat.) | Lérida                                | Juan Carlos Pérez     |                 |
| 1963 (prof.) | Velódromo de Tirador, Palma           | Miquel Rigo           |                 |
| 1963 (amat.) | Lérida                                | Lluís Olhou           |                 |
| 1964 (prof.) | Velódromo de Tirador, Palma           | Francesc Tortella     |                 |
| 1964 (amat.) | Velódromo de Tortosa                  | Miquel Mas            |                 |
| 1965 (prof.) | Velódromo de Anoeta, San Sebastián    | José María Errandonea |                 |
| 1965 (amat.) | Velódromo de Anoeta, San Sebastián    | José Luis Pou         |                 |
| 1966 (prof.) | Não se disputou                       | Não se disputou       | Não se disputou |
| 1966 (amat.) | Velódromo de Anoeta, San Sebastián    | José Angueira         |                 |
| 1967 (prof.) | Palácio dos Desportos, Madrid         | José María Errandonea |                 |
| 1967 (amat.) | Palácio dos Desportos, Madrid         | Roberto Palavecino    |                 |
| 1968 (prof.) | Não se disputou                       | Não se disputou       | Não se disputou |
| 1968 (amat.) | Velódromo de Anoeta, San Sebastián    | Daniel Yuste          |                 |
| 1969 (prof.) | Palácio dos Desportos, Madrid         | Daniel Yuste          |                 |
| 1969 (amat.) | Palácio dos Desportos, Madrid         | Roberto Palavecino    |                 |
| 1970         | Velódromo de Tirador, Palma           | Roberto Palavecino    |                 |
| 1971         | El Tiemblo                            | Antonio Abad          |                 |
| 1972         | Velódromo de Fadura, Guecho           | Miquel Espinós        |                 |
| 1973         | Velódromo de Campos                   | Miquel Espinós        |                 |
| 1974         | Velódromo de Anoeta, San Sebastián    | Miquel Espinós        |                 |
| 1975         | Velódromo de Anoeta, San Sebastián    | Miquel Espinós        |                 |
| 1976         | Velódromo Andreu Oliver, Algaida      | Alonso                |                 |
| 1977         | Lérida                                | José Recio            |                 |
| 1978         | Velódromo de Tortosa                  | Jaume Vilamajó        |                 |
| 1979         | Velódromo Andreu Oliver, Algaida      | Jaume Vilamajó        |                 |
| 1980         | Velódromo de Anoeta, San Sebastián    | Avelino Perea         |                 |
| 1981         | Velódromo de Anoeta, San Sebastián    | Carlos Peregrina      |                 |
| 1982         | Sax                                   | Peio Ruiz Cabestany   |                 |
| 1983         | Zaragoza                              | Agustín Sebastiá      |                 |
| 1984         | Velódromo de Horta, Barcelona         | Pablo Moreno          |                 |
| 1985         | Alcalá de Henares                     | Agustín Sebastiá      |                 |
| 1986         | Cadeira                               | Agustín Sebastiá      |                 |
| 1987         | Velódromo de Horta, Barcelona         | Agustín Sebastiá      |                 |
| 1988         | Velódromo de Horta, Barcelona         | Agustín Sebastiá      |                 |
| 1989         | Chiclana                              | Eleuterio Mancebo     |                 |
| 1990         | Alcalá de Henares                     | Bernardo González     |                 |
| 1991         | Tomelloso                             | Eleuterio Mancebo     |                 |
| 1992         | Palácio Velódromo Luis Puig, Valencia | Eleuterio Mancebo     |                 |
| 1993         | Palácio Velódromo Luis Puig, Valencia | Jonathan Garrido      |                 |
| 1994         | Alcázar de San Juan                   | Juan Martínez Oliver  |                 |
| 1995         | Palácio Velódromo Luis Puig, Valencia | Santos González       |                 |
| 1996         | Velódromo de Son Moix, Palma          | Juan Martínez Oliver  |                 |
| 1997         | Velódromo de Son Moix, Palma          | Juan Martínez Oliver  |                 |
| 1998         | Palácio Velódromo Luis Puig, Valencia | Joan Llaneras         |                 |
| 1999         | Palácio Velódromo Luis Puig, Valencia | Sergi Escobar         |                 |
| 2000         | Palácio Velódromo Luis Puig, Valencia | Sergi Escobar         |                 |
| 2001         | Palácio Velódromo Luis Puig, Valencia | Sergi Escobar         |                 |
| 2002         | Palácio Velódromo Luis Puig, Valencia | Sergi Escobar         |                 |
| 2003         | Palácio Velódromo Luis Puig, Valencia | Sergi Escobar         |                 |
| 2004         | Velódromo de Son Moix, Palma          | Sergi Escobar         |                 |
| 2005         | Velódromo Miguel Indurain, Tafalla    | Carlos Castaño        |                 |
| 2006         | Velódromo Miguel Indurain, Tafalla    | Sergi Escobar         |                 |
| 2007         | Palma Arena, Palma                    | Sergi Escobar         |                 |
| 2008         | Palma Arena, Palma                    | Sergi Escobar         |                 |
| 2009         | Palma Arena, Palma                    | David Muntaner        |                 |
| 2010         | Palma Arena, Palma                    | Sergi Escobar         |                 |
| 2011         | Palma Arena, Palma                    | David Muntaner        |                 |
| 2012         | Palma Arena, Palma                    | David Muntaner        |                 |
| 2013         | Velódromo Miguel Indurain, Tafalla    | Sebastián Mora        |                 |
| 2014         | Galapagar                             | Sebastián Mora        |                 |
| 2015         | Galapagar                             | Sebastián Mora        |                 |
| 2016         | Palma Arena, Palma                    | Albert Torres         |                 |
| 2017         | Palma Arena, Palma                    | Albert Torres         |                 |
| 2018         | Palácio Velódromo Luis Puig, Valencia | Sebastián Mora        |                 |
| 2019         | Palácio Velódromo Luis Puig, Valencia | Albert Torres         |                 |

### Pontuação
| Ano          | Sede                                  | Campeão               | Notas           |
| ------------ | ------------------------------------- | --------------------- | --------------- |
| 1941         | Velódromo de Tirador, Palma           | Miquel Llompart       |                 |
| 1942 – 1944  | Não se disputou                       | Não se disputou       | Não se disputou |
| 1945         | Velódromo de Tirador, Palma           | Não se disputou       |                 |
| 1946         | Não se disputou                       | Não se disputou       | Não se disputou |
| 1947         | Velódromo de Tortosa                  | Guillem Timoner       |                 |
| 1948 – 1949  | Não se disputou                       | Não se disputou       | Não se disputou |
| 1950         | Velódromo das Areias, Barcelona       | Antonio Navarro       |                 |
| 1951 (amat.) | Velódromo de Graça, Barcelona         | Antonio Navarro       |                 |
| 1952 (amat.) | Velódromo de Graça, Barcelona         | Santiago Mostajo      |                 |
| 1953 – 1959  | Não se disputou                       | Não se disputou       | Não se disputou |
| 1960 (amat.) | Artá, Mallorca                        | Antoni Garcias        |                 |
| 1961 (amat.) | Artá, Mallorca                        | Sebastià Sastre       |                 |
| 1962 (amat.) | Velódromo de Tirador, Palma           | Miquel Mas            |                 |
| 1963 (amat.) | Velódromo de Tirador, Palma           | Jordi Cañellas        |                 |
| 1964 (amat.) | Velódromo de Tirador, Palma           | Jordi Cañellas        |                 |
| 1965 – 1971  | Não se disputou                       | Não se disputou       | Não se disputou |
| 1972         | Velódromo de Tortosa                  | José Luis Novillo     |                 |
| 1973         | Velódromo Francesc Alomar, Sinéu      | Bartomeu Caldentey    |                 |
| 1974         | Velódromo de Campos                   | Manuel Rodríguez      |                 |
| 1975         | Velódromo de Campos                   | Jaume Bordoy          |                 |
| 1976         | Velódromo Andreu Oliver, Algaida      | Jordi Olives          |                 |
| 1977         | Não se disputou                       | Não se disputou       | Não se disputou |
| 1978         | Velódromo de Anoeta, San Sebastián    | Vicente Iza           |                 |
| 1979         | Velódromo Andreu Oliver, Algaida      | Juan Ignacio Elosegui |                 |
| 1980         | Velódromo de Anoeta, San Sebastián    | Avelino Perea         |                 |
| 1981         | Velódromo de Anoeta, San Sebastián    | J. Piñero             |                 |
| 1982         | Sax                                   | Carlos Peregrina      |                 |
| 1983         | Zaragoza                              | Peio Ruiz Cabestany   |                 |
| 1984         | Velódromo de Horta, Barcelona         | Manuel Delgado        |                 |
| 1985         | Alcalá de Henares                     | Jacques Otegui        |                 |
| 1986         | Cadeira                               | Serafí Risse          |                 |
| 1987         | Velódromo de Horta, Barcelona         | Diego Maya            |                 |
| 1988         | Velódromo de Horta, Barcelona         | Eleuterio Anguita     |                 |
| 1989         | Chiclana                              | Miguel Ángel Toledo   |                 |
| 1990         | Alcalá de Henares                     | Iñaki Aranguren       |                 |
| 1991         | Tomelloso                             | Gabriel Aynat         |                 |
| 1992         | Palácio Velódromo Luis Puig, Valencia | Fernando Escoda       |                 |
| 1993         | Palácio Velódromo Luis Puig, Valencia | Santos González       |                 |
| 1994         | Alcázar de San Juan                   | Ángel Valero          |                 |
| 1995         | Palácio Velódromo Luis Puig, Valencia | Miquel Alzamora       |                 |
| 1996         | Velódromo de Son Moix, Palma          | Juan Martínez Oliver  |                 |
| 1997         | Velódromo de Son Moix, Palma          | Iván Herrero          |                 |
| 1998         | Palácio Velódromo Luis Puig, Valencia | Joan Llaneras         |                 |
| 1999         | Palácio Velódromo Luis Puig, Valencia | Carles Torrent        |                 |
| 2000         | Palácio Velódromo Luis Puig, Valencia | Miquel Alzamora       |                 |
| 2001         | Palácio Velódromo Luis Puig, Valencia | Miquel Alzamora       |                 |
| 2002         | Palácio Velódromo Luis Puig, Valencia | Joan Llaneras         |                 |
| 2003         | Palácio Velódromo Luis Puig, Valencia | Jesús Buendía         |                 |
| 2004         | Velódromo de Son Moix, Palma          | Carlos Castaño        |                 |
| 2005         | Velódromo Miguel Indurain, Tafalla    | Unai Elorriaga        |                 |
| 2006         | Velódromo Miguel Indurain, Tafalla    | Carles Torrent        |                 |
| 2007         | Palma Arena, Palma                    | Sergi Escobar         |                 |
| 2008         | Palma Arena, Palma                    | Joan Llaneras         |                 |
| 2009         | Palma Arena, Palma                    | Unai Elorriaga        |                 |
| 2010         | Palma Arena, Palma                    | Sergi Escobar         |                 |
| 2011         | Palma Arena, Palma                    | David Muntaner        |                 |
| 2012         | Palma Arena, Palma                    | Albert Torres         |                 |
| 2013         | Velódromo Miguel Indurain, Tafalla    | David Muntaner        |                 |
| 2014         | Galapagar                             | Albert Torres         |                 |
| 2015         | Galapagar                             | Albert Torres         |                 |
| 2016         | Palma Arena, Palma                    | Sebastián Mora        |                 |
| 2017         | Palma Arena, Palma                    | Albert Torres         |                 |
| 2018         | Palácio Velódromo Luis Puig, Valencia | Eloy Teruel           |                 |
| 2019         | Palácio Velódromo Luis Puig, Valencia | Albert Torres         |                 |

### Quilómetro
| Ano  | Sede                                  | Campeão                                               | Notas           |
| ---- | ------------------------------------- | ----------------------------------------------------- | --------------- |
| 1971 | El Tiemblo                            | Predefinição:Dados de país/Cantabria Valentín Zubieta |                 |
| 1972 | Velódromo de Fadura, Guecho           | Predefinição:Dados de país/Cantabria Valentín Zubieta |                 |
| 1973 | Não se disputou                       | Não se disputou                                       | Não se disputou |
| 1974 | Velódromo de Anoeta, San Sebastián    | Joaquín Izaguirre                                     |                 |
| 1975 | Velódromo de Anoeta, San Sebastián    | Avelino Perea                                         |                 |
| 1976 | Velódromo Andreu Oliver, Algaida      | Francisco Barquiel                                    |                 |
| 1977 | Lérida                                | Avelino Perea                                         |                 |
| 1978 | Velódromo de Anoeta, San Sebastián    | Avelino Perea                                         |                 |
| 1979 | Velódromo Andreu Oliver, Algaida      | Avelino Perea                                         |                 |
| 1980 | Velódromo de Anoeta, San Sebastián    | Avelino Perea                                         |                 |
| 1981 | Velódromo de Anoeta, San Sebastián    | Antonio Esparza                                       |                 |
| 1982 | Sax                                   | Antxon Lekuona                                        |                 |
| 1983 | Zaragoza                              | Joan Antoni Crespí                                    |                 |
| 1984 | Velódromo de Horta, Barcelona         | Francisco Javier Quevedo                              |                 |
| 1985 | Alcalá de Henares                     | Francisco Javier Quevedo                              |                 |
| 1986 | Cadeira                               | Juan Alandete                                         |                 |
| 1987 | Velódromo de Horta, Barcelona         | Bernardo González                                     |                 |
| 1988 | Velódromo de Horta, Barcelona         | José Manuel Moreno                                    |                 |
| 1989 | Chiclana                              | José Manuel Moreno                                    |                 |
| 1990 | Alcalá de Henares                     | José Manuel Moreno                                    |                 |
| 1991 | Tomelloso                             | José Manuel Moreno                                    |                 |
| 1992 | Palácio Velódromo Luis Puig, Valencia | José Antonio Escuredo                                 |                 |
| 1993 | Palácio Velódromo Luis Puig, Valencia | José Manuel Moreno                                    |                 |
| 1994 | Alcázar de San Juan                   | José Antonio Escuredo                                 |                 |
| 1995 | Palácio Velódromo Luis Puig, Valencia | José Manuel Moreno                                    |                 |
| 1996 | Velódromo de Son Moix, Palma          | José Antonio Escuredo                                 |                 |
| 1997 | Velódromo de Son Moix, Palma          | José Antonio Escuredo                                 |                 |
| 1998 | Palácio Velódromo Luis Puig, Valencia | José Antonio Escuredo                                 |                 |
| 1999 | Palácio Velódromo Luis Puig, Valencia | Diego Ortega                                          |                 |
| 2000 | Palácio Velódromo Luis Puig, Valencia | David Cabrero                                         |                 |
| 2001 | Palácio Velódromo Luis Puig, Valencia | José Antonio Escuredo                                 |                 |
| 2002 | Palácio Velódromo Luis Puig, Valencia | José Antonio Escuredo                                 |                 |
| 2003 | Palácio Velódromo Luis Puig, Valencia | José Antonio Villanueva                               |                 |
| 2004 | Velódromo de Son Moix, Palma          | Rubén Donet                                           |                 |
| 2005 | Velódromo Miguel Indurain, Tafalla    | Salvador Meliá                                        |                 |
| 2006 | Velódromo Miguel Indurain, Tafalla    | Rubén Donet                                           |                 |
| 2007 | Palma Arena, Palma                    | Pedro José Vera                                       |                 |
| 2008 | Palma Arena, Palma                    | Hodei Mazkiarán                                       |                 |
| 2009 | Palma Arena, Palma                    | David Calatayud                                       |                 |
| 2010 | Palma Arena, Palma                    | Pablo Aitor Bernal                                    |                 |
| 2011 | Palma Arena, Palma                    | Hodei Mazkiarán                                       |                 |
| 2012 | Palma Arena, Palma                    | José Moreno                                           |                 |
| 2013 | Velódromo Miguel Indurain, Tafalla    | Hodei Mazkiarán                                       |                 |
| 2014 | Galapagar                             | José Moreno                                           |                 |
| 2015 | Galapagar                             | José Moreno                                           |                 |
| 2016 | Palma Arena, Palma                    | José Moreno                                           |                 |
| 2017 | Palma Arena, Palma                    | José Moreno                                           |                 |
| 2018 | Palácio Velódromo Luis Puig, Valencia | José Moreno                                           |                 |
| 2019 | Palácio Velódromo Luis Puig, Valencia | José Moreno                                           |                 |

### Keirin
| Ano  | Sede                                  | Campeão                 | Notas |
| ---- | ------------------------------------- | ----------------------- | ----- |
| 1995 | Palácio Velódromo Luis Puig, Valencia | José Antonio Escuredo   |       |
| 1996 | Velódromo de Son Moix, Palma          | Josep Gayà              |       |
| 1997 | Velódromo de Son Moix, Palma          | David Cabrero           |       |
| 1998 | Palácio Velódromo Luis Puig, Valencia | José Antonio Escuredo   |       |
| 1999 | Palácio Velódromo Luis Puig, Valencia | David Cabrero           |       |
| 2000 | Palácio Velódromo Luis Puig, Valencia | David Cabrero           |       |
| 2001 | Palácio Velódromo Luis Puig, Valencia | David Cabrero           |       |
| 2002 | Palácio Velódromo Luis Puig, Valencia | José Antonio Villanueva |       |
| 2003 | Palácio Velódromo Luis Puig, Valencia | José Antonio Escuredo   |       |
| 2004 | Velódromo de Son Moix, Palma          | José Antonio Escuredo   |       |
| 2005 | Velódromo Miguel Indurain, Tafalla    | José Antonio Escuredo   |       |
| 2006 | Velódromo Miguel Indurain, Tafalla    | José Antonio Escuredo   |       |
| 2007 | Palma Arena, Palma                    | José Antonio Escuredo   |       |
| 2008 | Palma Arena, Palma                    | José Antonio Escuredo   |       |
| 2009 | Palma Arena, Palma                    | José Antonio Escuredo   |       |
| 2010 | Palma Arena, Palma                    | Itmar Esteban           |       |
| 2011 | Palma Arena, Palma                    | Hodei Mazkiarán         |       |
| 2012 | Palma Arena, Palma                    | Rubén Donet             |       |
| 2013 | Velódromo Miguel Indurain, Tafalla    | Juan Peralta            |       |
| 2014 | Galapagar                             | Sergio Aliaga           |       |
| 2015 | Galapagar                             | José Moreno             |       |
| 2016 | Palma Arena, Palma                    | Juan Peralta            |       |
| 2017 | Palma Arena, Palma                    | José Moreno             |       |
| 2018 | Palácio Velódromo Luis Puig, Valencia | Juan Peralta            |       |
| 2019 | Palácio Velódromo Luis Puig, Valencia | José Moreno             |       |

### Scratch
| Ano  | Sede                                  | Campeão               | Notas |
| ---- | ------------------------------------- | --------------------- | ----- |
| 2002 | Palácio Velódromo Luis Puig, Valencia | Miquel Alzamora       |       |
| 2003 | Palácio Velódromo Luis Puig, Valencia | David Muntaner        |       |
| 2004 | Velódromo de Son Moix, Palma          | Joan Llaneras         |       |
| 2005 | Velódromo Miguel Indurain, Tafalla    | Aitor Alonso          |       |
| 2006 | Velódromo Miguel Indurain, Tafalla    | Miquel Alzamora       |       |
| 2007 | Palma Arena, Palma                    | Eloy Teruel           |       |
| 2008 | Palma Arena, Palma                    | Iñaki Anzizar         |       |
| 2009 | Palma Arena, Palma                    | David Muntaner        |       |
| 2010 | Palma Arena, Palma                    | Sergi Escobar         |       |
| 2011 | Palma Arena, Palma                    | Unai Elorriaga        |       |
| 2012 | Palma Arena, Palma                    | David Muntaner        |       |
| 2013 | Velódromo Miguel Indurain, Tafalla    | Albert Torres         |       |
| 2014 | Galapagar                             | Julio Alberto Amores  |       |
| 2015 | Galapagar                             | Jaume Albert Muntaner |       |
| 2016 | Palma Arena, Palma                    | Albert Torres         |       |
| 2017 | Palma Arena, Palma                    | Albert Torres         |       |
| 2018 | Palácio Velódromo Luis Puig, Valencia | Albert Torres         |       |
| 2019 | Palácio Velódromo Luis Puig, Valencia | Albert Torres         |       |

### Omnium
| Ano         | Sede                               | Campeão              | Notas           |
| ----------- | ---------------------------------- | -------------------- | --------------- |
| 2010        | Palma Arena, Palma                 | David Muntaner       |                 |
| 2011        | Velódromo Miguel Indurain, Tafalla | David Muntaner       |                 |
| 2012 – 2017 | Não se disputou                    | Não se disputou      | Não se disputou |
| 2018        | Galapagar                          | Julio Alberto Amores |                 |
| 2019        | Palma Arena, Palma                 | Albert Torres        |                 |

### Madison (Americana)
| Ano         | Sede                                  | Campeão                                 | Notas           |
| ----------- | ------------------------------------- | --------------------------------------- | --------------- |
| 1952        | Pavilhão do Desporto, Barcelona       | Jordi Clarós, Juan Espín                |                 |
| 1953        | Pavilhão do Desporto, Barcelona       | Albert Sant, Pere Sant                  |                 |
| 1954 – 1961 | Não se disputou                       | Não se disputou                         | Não se disputou |
| 1962        | Palácio dos Desportos, Madrid         | Miquel Bover Pons, Miquel Poblet        |                 |
| 1963 – 1968 | Não se disputou                       | Não se disputou                         | Não se disputou |
| 1969        | Palácio dos Desportos, Madrid         | José Gómez Lucas, Daniel Yuste          |                 |
| 1970 – 1972 | Não se disputou                       | Não se disputou                         | Não se disputou |
| 1973        | Velódromo de Ca n'Andria, Santa María | Antonio Abad, Miquel Espinós            |                 |
| 1974        | Velódromo de Campos                   | Miquel Adrover, Miquel Espinós          |                 |
| 1975        | Velódromo de Campos                   | Jaume Bordoy, Miquel Espinós            |                 |
| 1976        | Velódromo Andreu Oliver, Algaida      | pendente                                |                 |
| 1977        | Lérida                                | José Luis Novillo, Adolfo Marín García  |                 |
| 1978        | Velódromo de Anoeta, San Sebastián    | Avelino Perea, Carlos Peregrina         |                 |
| 1979        | Velódromo de Mataró                   | Avelino Perea, Carlos Peregrina         |                 |
| 1980        | Velódromo de Anoeta, San Sebastián    | Avelino Perea, Carlos Peregrina         |                 |
| 1981        | Velódromo de Anoeta, San Sebastián    | Juan Ignacio Elosegui, Carlos Peregrina |                 |
| 1982        | Sax                                   | Ramón Cousillas, Fernando Olloquiegui   |                 |
| 1983        | Zaragoza                              | Pablo Moreno, Juan Carlos Edital        |                 |
| 1984        | Velódromo de Horta, Barcelona         | Jesús Cruz Martín, Juan Carlos Edital   |                 |
| 1985        | Alcalá de Henares                     | Jesús Cruz Martín, Juan Carlos Edital   |                 |
| 1986        | Cadeira                               | Juan Alandete, José Ricardo Soler       |                 |
| 1987        | Velódromo de Horta, Barcelona         | Josep Alfons Anguera, Daniel Moreno     |                 |
| 1988        | Velódromo de Horta, Barcelona         | Eleuterio Mancebo, Agustín Sebastiá     |                 |
| 1989        | Chiclana                              | Xabier Isasa, Imanol Mugarza            |                 |
| 1990        | Alcalá de Henares                     | Iñaki Aiarzagüena, Imanol Mugarza       |                 |
| 1991        | Tomelloso                             | Iñaki Aranguren, Imanol Mugarza         |                 |
| 1992        | Palácio Velódromo Luis Puig, Valencia | José Carlos Berna, Alberto Roca         |                 |
| 1993        | Palácio Velódromo Luis Puig, Valencia | José Barea, Santos González             |                 |
| 1994        | Alcázar de San Juan                   | Oier Alberdi, Joseba Olaso              |                 |
| 1995        | Palácio Velódromo Luis Puig, Valencia | Oier Alberdi, Joseba Olaso              |                 |
| 1996        | Velódromo de Son Moix, Palma          | Miquel Alzamora, Antoni Porras          |                 |
| 1997        | Velódromo de Son Moix, Palma          | Iván Herrero, Guillermo Ferrer          |                 |
| 1998        | Palácio Velódromo Luis Puig, Valencia | Xavier Florencio, Isaac Gálvez          |                 |
| 1999        | Não se disputou                       | Não se disputou                         | Não se disputou |
| 2000        | Palácio Velódromo Luis Puig, Valencia | Javier Carrión, José Francisco Jarque   |                 |
| 2001        | Palácio Velódromo Luis Puig, Valencia | Aitor Alonso, Asier Maeztu              |                 |
| 2002        | Palácio Velódromo Luis Puig, Valencia | Abraham Del Caño, Jorge Merino          |                 |
| 2003        | Palácio Velódromo Luis Puig, Valencia | Javier Carrión, Guillermo Ferrer        |                 |
| 2004        | Velódromo de Son Moix, Palma          | Sergi Escobar, Antonio Miguel           |                 |
| 2005        | Velódromo Miguel Indurain, Tafalla    | Mikel Gaztañaga, Asier Maeztu           |                 |
| 2006        | Velódromo Miguel Indurain, Tafalla    | Antonio Miguel, Carles Torrent          |                 |
| 2007        | Palma Arena, Palma                    | Aitor Alonso, Unai Elorriaga            |                 |
| 2008        | Palma Arena, Palma                    | Miquel Alzamora, Antoni Tauler          |                 |
| 2009        | Palma Arena, Palma                    | Unai Elorriaga, Asier Maeztu            |                 |
| 2010        | Palma Arena, Palma                    | David Muntaner, Albert Torres           |                 |
| 2011        | Palma Arena, Palma                    | David Muntaner, Albert Torres           |                 |
| 2012        | Palma Arena, Palma                    | David Muntaner, Albert Torres           |                 |
| 2013        | Velódromo Miguel Indurain, Tafalla    | David Muntaner, Albert Torres           |                 |
| 2014        | Galapagar                             | Julio Alberto Amores, Sebastián Mora    |                 |
| 2015        | Galapagar                             | Julio Alberto Amores, Sebastián Mora    |                 |
| 2016        | Palma Arena, Palma                    | Xavier Cañellas, Albert Torres          |                 |
| 2017        | Palma Arena, Palma                    | Xavier Cañellas, Albert Torres          |                 |
| 2018        | Palácio Velódromo Luis Puig, Valencia | Sebastián Mora, Óscar Pelegrí           |                 |
| 2019        | Palácio Velódromo Luis Puig, Valencia | Xavier Cañellas, Albert Torres          |                 |

### Velocidade por equipas
| Ano  | Sede                                  | Campeão                                             | Notas |
| ---- | ------------------------------------- | --------------------------------------------------- | ----- |
| 1994 | Alcázar de San Juan                   | (José Barea, Fernando Escoda e Salvador Meliá)      |       |
| 1995 | Palácio Velódromo Luis Puig, Valencia | (José M. Moreno, Diego Ortega e Juan M. Sánchez)    |       |
| 1996 | Velódromo de Son Moix, Palma          | (A. García, Diego Ortega e Juan M. Sánchez)         |       |
| 1997 | Velódromo de Son Moix, Palma          | (Gerard Bertrán, José A. Escuredo e Isaac Gálvez)   |       |
| 1998 | Palácio Velódromo Luis Puig, Valencia | (José M. Moreno, Diego Ortega e Juan M. Sánchez)    |       |
| 1999 | Palácio Velódromo Luis Puig, Valencia | (José A. Escuredo, Diego Ortega e Juan M. Sánchez)  |       |
| 2000 | Palácio Velódromo Luis Puig, Valencia | (David Cabrero, T. Sánchez e José A. Villanueva)    |       |
| 2001 | Palácio Velódromo Luis Puig, Valencia | (David Cabrero, I. Pérez e José A. Villanueva)      |       |
| 2002 | Palácio Velódromo Luis Puig, Valencia | (Rubén Donet, Salvador Meliá e Adrián Sánchez)      |       |
| 2003 | Palácio Velódromo Luis Puig, Valencia | (Rafael Fernández, Salvador Meliá e Adrián Sánchez) |       |
| 2004 | Velódromo de Son Moix, Palma          | (Rubén Donet, Salvador Meliá e Adrián Sánchez)      |       |
| 2005 | Velódromo Miguel Indurain, Tafalla    | (José A. Escuredo, Itmar Esteban e Alfred Moreno)   |       |
| 2006 | Velódromo Miguel Indurain, Tafalla    | (José A. Escuredo, Itmar Esteban e Alfred Moreno)   |       |
| 2007 | Palma Arena, Palma                    | (José A. Escuredo, Itmar Esteban e Alfred Moreno)   |       |
| 2008 | Palma Arena, Palma                    | (José A. Escuredo, Itmar Esteban e Alfred Moreno)   |       |
| 2009 | Palma Arena, Palma                    | (José A. Escuredo, Itmar Esteban e Alfred Moreno)   |       |
| 2010 | Palma Arena, Palma                    | (David Alonso, Tomeu Gelabert e David Muntaner)     |       |
| 2011 | Palma Arena, Palma                    | (David Alonso, Josep M. Caldentey e Rubén Donet)    |       |
| 2012 | Palma Arena, Palma                    | (Sergio Aliaga, José Moreno e Juan Peralta)         |       |
| 2013 | Velódromo Miguel Indurain, Tafalla    | (Sergio Aliaga, José Moreno e Juan Peralta)         |       |
| 2014 | Galapagar                             | (Sergio Aliaga, José Moreno e Juan Peralta)         |       |
| 2015 | Galapagar                             | (Sergio Aliaga, César Ou. Ayala e Juan Peralta)     |       |
| 2016 | Palma Arena, Palma                    | (Itmar Esteban, Ferrán López e Manel Usach)         |       |
| 2017 | Palma Arena, Palma                    | (Sergio Aliaga, Juan Peralta e Enrique Sanz)        |       |
| 2018 | Palácio Velódromo Luis Puig, Valencia | (Itmar Esteban, Gerard García Gómez e Manel Usach)  |       |
| 2019 | Palácio Velódromo Luis Puig, Valencia | (Ekain Jiménez, Iñaki Lekuona e Aritz Urra)         |       |

### Perseguição por equipas
| Ano  | Sede                                  | Campeão                                                                                    | Notas |
| ---- | ------------------------------------- | ------------------------------------------------------------------------------------------ | ----- |
| 1974 | Velódromo de Anoeta, San Sebastián    | Guipúscoa                                                                                  |       |
| 1975 | Velódromo de Anoeta, San Sebastián    | Ilhas Baleares (Ferran Benejam, Jaume Bordoy, Bartomeu Caldentey e Miquel Espinós)         |       |
| 1976 | Velódromo Andreu Oliver, Algaida      | Catalunha (José F. Bellido, Jordi Olives, Ramon Peremartí e Jaume Vilamajó)                |       |
| 1977 | Lérida                                | Catalunha                                                                                  |       |
| 1978 | Velódromo de Anoeta, San Sebastián    | Guipúscoa (Juan I. Elosegui, Vicente Iza, Avelino Perea e Carlos Peregrina)                |       |
| 1979 | Velódromo Andreu Oliver, Algaida      | Guipúscoa (Juan I. Elosegui, Carlos Peregrina, J. Ruiz, Vielba)                            |       |
| 1980 | Velódromo de Anoeta, San Sebastián    | Guipúscoa (Francisco Domingo, Juan I. Elosegui, Avelino Perea e Carlos Peregrina)          |       |
| 1981 | Velódromo de Anoeta, San Sebastián    | Guipúscoa (Juan I. Elosegui, Fernando Olloquiegui, Carlos Peregrina e Peio Ruiz Cabestany) |       |
| 1982 | Sax                                   | Guipúscoa                                                                                  |       |
| 1983 | Zaragoza                              | Guipúscoa (Juan I. Elosegui, Otegui, Carlos Peregrina e Peio Ruiz Cabestany)               |       |
| 1984 | Velódromo de Horta, Barcelona         | Castellón (José A. Artigas, A. Gavara, Agustín Sebastiá e José L. Vicent)                  |       |
| 1985 | Alcalá de Henares                     | Madri (Jesús Cruz Martín, Casimiro Moreda, Pablo Moreno e José Carlos Edital)              |       |
| 1986 | Cadeira                               | Castellón (José A. Artigas, Sebastián Monlleo, Agustín Sebastiá e José L. Vicent)          |       |
| 1987 | Velódromo de Horta, Barcelona         | (Gabilán, Eleuterio Mancebo, Agustín Sebastiá e Miguel A. Toledo)                          |       |
| 1988 | Velódromo de Horta, Barcelona         | Guipúscoa (Xabier Isasa, José A. Martiarena, Xabier Usabiaga e Uranda)                     |       |
| 1989 | Chiclana                              | (Joan Llaneras, Serafí Risse, Ramon Ros e Joan C. Tomás)                                   |       |
| 1990 | Alcalá de Henares                     | (Iñaki Aranguren, Xabier Isasa, I. Mugurza e Pérez)                                        |       |
| 1991 | Tomelloso                             | (José Barea, Vicente Benaches, Gregorio Humanes e Eleuterio Mancebo)                       |       |
| 1992 | Palácio Velódromo Luis Puig, Valencia | (José Barea, Vicente Benaches, Fernando Escoda, Santos González e Eleuterio Mancebo        |       |
| 1993 | Palácio Velódromo Luis Puig, Valencia | (José Barea, Santos González, José F. Jarque e Miguel A. Toledo)                           |       |
| 1994 | Alcázar de San Juan                   | (Fernando Escoda, Guillermo Ferrer, Santos González e Iván Herrero)                        |       |
| 1995 | Palácio Velódromo Luis Puig, Valencia | (Codina, Isaac Gálvez, Jonathan Garrido e Sánchez)                                         |       |
| 1996 | Velódromo de Son Moix, Palma          | (V. Calvo, Guillermo Ferrer, Santos González e José F. Jarque)                             |       |
| 1997 | Velódromo de Son Moix, Palma          | (Sergi Escobar, J.M. Fernández, Isaac Gálvez e Ou. Gomis)                                  |       |
| 1998 | Palácio Velódromo Luis Puig, Valencia | (Miquel Alzamora, Jordi Gª Campalans, Joan Llaneras e Toni Tauler)                         |       |
| 1999 | Palácio Velódromo Luis Puig, Valencia | (Sergi Escobar, Xavier Florencio, Isaac Gálvez e Carles Torrent)                           |       |
| 2000 | Palácio Velódromo Luis Puig, Valencia | (Sergi Escobar, Isaac Gálvez, David Regal e Carles Torrent)                                |       |
| 2001 | Palácio Velódromo Luis Puig, Valencia | (Javier Carrión, Guillermo Ferrer, Cristóbal Forcadell e D. Navarro)                       |       |
| 2002 | Palácio Velódromo Luis Puig, Valencia | (Javier Carrión, Iván Díaz, Guillermo Ferrer e Cristóbal Forcadell)                        |       |
| 2003 | Palácio Velódromo Luis Puig, Valencia | (Sergi Escobar, I. Escolà, Sebastià Franco e Antonio Miguel)                               |       |
| 2004 | Velódromo de Son Moix, Palma          | (Sergi Escobar, Sebastià Franco, Antonio Miguel e Albert Ramiro)                           |       |
| 2005 | Velódromo Miguel Indurain, Tafalla    | (Aitor Alonso, Unai Elorriaga, Mikel Gaztañaga e Asier Maeztu)                             |       |
| 2006 | Velódromo Miguel Indurain, Tafalla    | (Sergi Escobar, Antonio Miguel, Joaquim Soler e Carles Torrent)                            |       |
| 2007 | Palma Arena, Palma                    | (Sergi Escobar, Antonio Miguel, Albert Ramiro e Carles Torrent)                            |       |
| 2008 | Palma Arena, Palma                    | (Miquel Alzamora, (David Muntaner, Toni Tauler e (Albert Torres)                           |       |
| 2009 | Palma Arena, Palma                    | (Sergi Escobar, Carlos Ferreiro, Antonio Miguel e Carles Torrent)                          |       |
| 2010 | Palma Arena, Palma                    | (Pablo Aitor Bernal, (Rubén Fernández, Luis León Sánchez e Eloy Teruel)                    |       |
| 2011 | Palma Arena, Palma                    | (David Muntaner, Jaume A. Muntaner, Vicenç Pastor e Albert Torres)                         |       |
| 2012 | Palma Arena, Palma                    | (Francisco Martí, David Muntaner, Jaume A. Muntaner e Albert Torres)                       |       |
| 2013 | Velódromo Miguel Indurain, Tafalla    | (David Muntaner, Jaume A. Muntaner, Vicenç Pastor e Albert Torres)                         |       |
| 2014 | Galapagar                             | (Marc Buades, Jaume A. Muntaner, Vicenç Pastor e Albert Torres)                            |       |
| 2015 | Galapagar                             | (Xavier Cañellas, David Muntaner, Jaume A. Muntaner e Albert Torres)                       |       |
| 2016 | Palma Arena, Palma                    | (Antoni Ballester, Marc Buades, Xavier Cañellas e Albert Torres)                           |       |
| 2017 | Palma Arena, Palma                    | (Joan M. Bennàssar, Marc Buades, Xavier Cañellas e Albert Torres)                          |       |
| 2018 | Palácio Velódromo Luis Puig, Valencia | (Marc Buades, Xavier Cañellas, Pau Llaneras e Albert Torres)                               |       |
| 2019 | Palácio Velódromo Luis Puig, Valencia | (Josep Blanco, Marc Buades, Xavier Cañellas e Albert Torres)                               |       |

## Provas Femininas

### Velocidade
| Ano  | Sede                                  | Campeão                  | Notas |
| ---- | ------------------------------------- | ------------------------ | ----- |
| 1987 | Velódromo de Son Moix, Palma          | Kontxi Karballeda        |       |
| 1988 | Chiclana                              | Maria Mora               |       |
| 1989 | Chiclana                              | Maria Mora               |       |
| 1990 | Alcalá de Henares                     | Sonia Julián             |       |
| 1991 | Tomelloso                             | Aitziber Irazustabarrena |       |
| 1992 | Palácio Velódromo Luis Puig, Valencia | Sonia Julián             |       |
| 1993 | Palácio Velódromo Luis Puig, Valencia | Ainhoa Ostolaza          |       |
| 1994 | Alcázar de San Juan                   | Ainhoa Ostolaza          |       |
| 1995 | Palácio Velódromo Luis Puig, Valencia | Ainhoa Ostolaza          |       |
| 1996 | Velódromo de Son Moix, Palma          | Rosa María Bravo         |       |
| 1997 | Velódromo de Son Moix, Palma          | Rosa María Bravo         |       |
| 1998 | Palácio Velódromo Luis Puig, Valencia | Izaskun Bengoa           |       |
| 1999 | Palácio Velódromo Luis Puig, Valencia | Rosa María Bravo         |       |
| 2000 | Palácio Velódromo Luis Puig, Valencia | Arantxa do Rio           |       |
| 2001 | Palácio Velódromo Luis Puig, Valencia | Gema Pascual             |       |
| 2002 | Palácio Velódromo Luis Puig, Valencia | Belém López              |       |
| 2003 | Palácio Velódromo Luis Puig, Valencia | Belém López              |       |
| 2004 | Velódromo de Son Moix, Palma          | Gema Pascual             |       |
| 2005 | Palácio Velódromo Luis Puig, Valencia | Leire Olaberria          |       |
| 2006 | Velódromo Miguel Indurain, Tafalla    | Leire Olaberria          |       |
| 2007 | Palma Arena, Palma                    | Helena Casas             |       |
| 2008 | Palma Arena, Palma                    | Helena Casas             |       |
| 2009 | Palma Arena, Palma                    | Helena Casas             |       |
| 2010 | Palma Arena, Palma                    | Helena Casas             |       |
| 2011 | Palma Arena, Palma                    | Tania Calvo              |       |
| 2012 | Palma Arena, Palma                    | Helena Casas             |       |
| 2013 | Velódromo Miguel Indurain, Tafalla    | Helena Casas             |       |
| 2014 | Galapagar                             | Helena Casas             |       |
| 2015 | Galapagar                             | Tania Calvo              |       |
| 2016 | Palma Arena, Palma                    | Helena Casas             |       |
| 2017 | Palma Arena, Palma                    | Helena Casas             |       |
| 2018 | Palácio Velódromo Luis Puig, Valencia | Tania Calvo              |       |
| 2019 | Palácio Velódromo Luis Puig, Valencia | Tania Calvo              |       |

### Perseguição
| Ano  | Sede                                  | Campeão          | Notas           |
| ---- | ------------------------------------- | ---------------- | --------------- |
| 1987 | Velódromo de Son Moix, Palma          | Maria Mora       |                 |
| 1988 | Chiclana                              | Maria Mora       |                 |
| 1989 | Chiclana                              | Maria Mora       |                 |
| 1990 | Alcalá de Henares                     | Josune Gorostidi |                 |
| 1991 | Tomelloso                             | Josune Gorostidi |                 |
| 1992 | Não se disputou                       | Não se disputou  | Não se disputou |
| 1993 | Palácio Velódromo Luis Puig, Valencia | Núria Florencio  |                 |
| 1994 | Alcázar de San Juan                   | Ainhoa Ostolaza  |                 |
| 1995 | Palácio Velódromo Luis Puig, Valencia | Núria Florencio  |                 |
| 1996 | Velódromo de Son Moix, Palma          | Dori Ruano       |                 |
| 1997 | Velódromo de Son Moix, Palma          | Dori Ruano       |                 |
| 1998 | Palácio Velódromo Luis Puig, Valencia | Dori Ruano       |                 |
| 1999 | Palácio Velódromo Luis Puig, Valencia | Dori Ruano       |                 |
| 2000 | Palácio Velódromo Luis Puig, Valencia | Ruth Moll        |                 |
| 2001 | Palácio Velódromo Luis Puig, Valencia | Gema Pascual     |                 |
| 2002 | Palácio Velódromo Luis Puig, Valencia | Marta Vilajosana |                 |
| 2003 | Palácio Velódromo Luis Puig, Valencia | Gema Pascual     |                 |
| 2004 | Velódromo de Son Moix, Palma          | Gema Pascual     |                 |
| 2005 | Palácio Velódromo Luis Puig, Valencia | Gema Pascual     |                 |
| 2006 | Velódromo Miguel Indurain, Tafalla    | Gema Pascual     |                 |
| 2007 | Palma Arena, Palma                    | Leire Olaberria  |                 |
| 2008 | Palma Arena, Palma                    | Leire Olaberria  |                 |
| 2009 | Palma Arena, Palma                    | Leire Olaberria  |                 |
| 2010 | Palma Arena, Palma                    | Leire Olaberria  |                 |
| 2011 | Palma Arena, Palma                    | Leire Olaberria  |                 |
| 2012 | Palma Arena, Palma                    | Ana Usabiaga     |                 |
| 2013 | Velódromo Miguel Indurain, Tafalla    | Irene Usabiaga   |                 |
| 2014 | Galapagar                             | Irene Usabiaga   |                 |
| 2015 | Galapagar                             | Leire Olaberria  |                 |
| 2016 | Palma Arena, Palma                    | Glória Rodríguez |                 |
| 2017 | Palma Arena, Palma                    | Sandra Alonso    |                 |
| 2018 | Palácio Velódromo Luis Puig, Valencia | Glória Rodríguez |                 |
| 2019 | Palácio Velódromo Luis Puig, Valencia | Sandra Alonso    |                 |

### Pontuação
| Ano  | Sede                                  | Campeão           | Notas |
| ---- | ------------------------------------- | ----------------- | ----- |
| 1993 | Palácio Velódromo Luis Puig, Valencia | Ainhoa Ostolaza   |       |
| 1994 | Alcázar de San Juan                   | Ainhoa Ostolaza   |       |
| 1995 | Palácio Velódromo Luis Puig, Valencia | Núria Florencio   |       |
| 1996 | Velódromo de Son Moix, Palma          | Dori Ruano        |       |
| 1997 | Velódromo de Son Moix, Palma          | Dori Ruano        |       |
| 1998 | Palácio Velódromo Luis Puig, Valencia | Dori Ruano        |       |
| 1999 | Palácio Velódromo Luis Puig, Valencia | Montserrat Alonso |       |
| 2000 | Palácio Velódromo Luis Puig, Valencia | Dori Ruano        |       |
| 2001 | Palácio Velódromo Luis Puig, Valencia | Aranzazu Azpiroz  |       |
| 2002 | Palácio Velódromo Luis Puig, Valencia | Gema Pascual      |       |
| 2003 | Palácio Velódromo Luis Puig, Valencia | Gema Pascual      |       |
| 2004 | Velódromo de Son Moix, Palma          | Gema Pascual      |       |
| 2005 | Palácio Velódromo Luis Puig, Valencia | Gema Pascual      |       |
| 2006 | Velódromo Miguel Indurain, Tafalla    | Gema Pascual      |       |
| 2007 | Palma Arena, Palma                    | Eneritz Iturriaga |       |
| 2008 | Palma Arena, Palma                    | Leire Olaberria   |       |
| 2009 | Palma Arena, Palma                    | Leire Olaberria   |       |
| 2010 | Palma Arena, Palma                    | Leire Olaberria   |       |
| 2011 | Palma Arena, Palma                    | Leire Olaberria   |       |
| 2012 | Palma Arena, Palma                    | Irene Usabiaga    |       |
| 2013 | Velódromo Miguel Indurain, Tafalla    | Ana Usabiaga      |       |
| 2014 | Galapagar                             | Irene Usabiaga    |       |
| 2015 | Galapagar                             | Leire Olaberria   |       |
| 2016 | Palma Arena, Palma                    | Ana Usabiaga      |       |
| 2017 | Palma Arena, Palma                    | Cristina Martínez |       |
| 2018 | Palácio Velódromo Luis Puig, Valencia | Ana Usabiaga      |       |
| 2019 | Palácio Velódromo Luis Puig, Valencia | Irene Usabiaga    |       |

### 500 metros
| Ano  | Sede                                  | Campeão          | Notas |
| ---- | ------------------------------------- | ---------------- | ----- |
| 1995 | Palácio Velódromo Luis Puig, Valencia | Rosa María Bravo |       |
| 1996 | Velódromo de Son Moix, Palma          | Rosa María Bravo |       |
| 1997 | Velódromo de Son Moix, Palma          | Rosa María Bravo |       |
| 1998 | Palácio Velódromo Luis Puig, Valencia | Rosa María Bravo |       |
| 1999 | Palácio Velódromo Luis Puig, Valencia | Rosa María Bravo |       |
| 2000 | Palácio Velódromo Luis Puig, Valencia | Rosa María Bravo |       |
| 2001 | Palácio Velódromo Luis Puig, Valencia | Gema Pascual     |       |
| 2002 | Palácio Velódromo Luis Puig, Valencia | Ainhoa Pagola    |       |
| 2003 | Palácio Velódromo Luis Puig, Valencia | Ainhoa Pagola    |       |
| 2004 | Velódromo de Son Moix, Palma          | Ainhoa Pagola    |       |
| 2005 | Palácio Velódromo Luis Puig, Valencia | Leire Olaberria  |       |
| 2006 | Velódromo Miguel Indurain, Tafalla    | Ainhoa Pagola    |       |
| 2007 | Palma Arena, Palma                    | Helena Casas     |       |
| 2008 | Palma Arena, Palma                    | Helena Casas     |       |
| 2009 | Palma Arena, Palma                    | Helena Casas     |       |
| 2010 | Palma Arena, Palma                    | Helena Casas     |       |
| 2011 | Palma Arena, Palma                    | Tania Calvo      |       |
| 2012 | Palma Arena, Palma                    | Tania Calvo      |       |
| 2013 | Velódromo Miguel Indurain, Tafalla    | Tania Calvo      |       |
| 2014 | Galapagar                             | Tania Calvo      |       |
| 2015 | Galapagar                             | Tania Calvo      |       |
| 2016 | Palma Arena, Palma                    | Tania Calvo      |       |
| 2017 | Palma Arena, Palma                    | Helena Casas     |       |
| 2018 | Palácio Velódromo Luis Puig, Valencia | Tania Calvo      |       |
| 2019 | Palácio Velódromo Luis Puig, Valencia | Tania Calvo      |       |

### Keirin
| Ano  | Sede                                  | Campeão         | Notas |
| ---- | ------------------------------------- | --------------- | ----- |
| 2002 | Palácio Velódromo Luis Puig, Valencia | Belém López     |       |
| 2003 | Palácio Velódromo Luis Puig, Valencia | Belém López     |       |
| 2004 | Velódromo de Son Moix, Palma          | Leire Olaberria |       |
| 2005 | Palácio Velódromo Luis Puig, Valencia | Leire Olaberria |       |
| 2006 | Velódromo Miguel Indurain, Tafalla    | Leire Olaberria |       |
| 2007 | Palma Arena, Palma                    | Leire Olaberria |       |
| 2008 | Palma Arena, Palma                    | Leire Olaberria |       |
| 2009 | Palma Arena, Palma                    | Helena Casas    |       |
| 2010 | Palma Arena, Palma                    | Helena Casas    |       |
| 2011 | Palma Arena, Palma                    | Helena Casas    |       |
| 2012 | Palma Arena, Palma                    | Helena Casas    |       |
| 2013 | Velódromo Miguel Indurain, Tafalla    | Helena Casas    |       |
| 2014 | Galapagar                             | Tania Calvo     |       |
| 2015 | Galapagar                             | Tania Calvo     |       |
| 2016 | Palma Arena, Palma                    | Helena Casas    |       |
| 2017 | Palma Arena, Palma                    | Tania Calvo     |       |
| 2018 | Palácio Velódromo Luis Puig, Valencia | Helena Casas    |       |
| 2019 | Palácio Velódromo Luis Puig, Valencia | Helena Casas    |       |

### Scratch
| Ano  | Sede                                  | Campeão         | Notas |
| ---- | ------------------------------------- | --------------- | ----- |
| 2002 | Palácio Velódromo Luis Puig, Valencia | Gema Pascual    |       |
| 2003 | Palácio Velódromo Luis Puig, Valencia | Gema Pascual    |       |
| 2004 | Velódromo de Son Moix, Palma          | Gema Pascual    |       |
| 2005 | Palácio Velódromo Luis Puig, Valencia | Patricia Pérez  |       |
| 2006 | Velódromo Miguel Indurain, Tafalla    | Gema Pascual    |       |
| 2007 | Palma Arena, Palma                    | Leire Olaberria |       |
| 2008 | Palma Arena, Palma                    | Leire Olaberria |       |
| 2009 | Palma Arena, Palma                    | Leire Olaberria |       |
| 2010 | Palma Arena, Palma                    | Leire Olaberria |       |
| 2011 | Palma Arena, Palma                    | Leire Olaberria |       |
| 2012 | Palma Arena, Palma                    | Mar Bonnín      |       |
| 2013 | Velódromo Miguel Indurain, Tafalla    | Ana Usabiaga    |       |
| 2014 | Galapagar                             | Ana Usabiaga    |       |
| 2015 | Galapagar                             | Mar Bonnín      |       |
| 2016 | Palma Arena, Palma                    | Ana Usabiaga    |       |
| 2017 | Palma Arena, Palma                    | Ana Usabiaga    |       |
| 2018 | Palácio Velódromo Luis Puig, Valencia | Ana Usabiaga    |       |
| 2019 | Palácio Velódromo Luis Puig, Valencia | Irene Usabiaga  |       |

### Omnium
| Ano         | Sede                               | Campeão         | Notas           |
| ----------- | ---------------------------------- | --------------- | --------------- |
| 2010        | Palma Arena, Palma                 | Leire Olaberria |                 |
| 2011        | Velódromo Miguel Indurain, Tafalla | Ana Usabiaga    |                 |
| 2012 – 2017 | Não se disputou                    | Não se disputou | Não se disputou |
| 2018        | Galapagar                          | Irene Usabiaga  |                 |
| 2019        | Palma Arena, Palma                 | Eukene Larrarte |                 |

### Madison (Americana)
| Ano  | Sede                                  | Campeão                             | Notas |
| ---- | ------------------------------------- | ----------------------------------- | ----- |
| 2017 | Palma Arena, Palma                    | (Eukene Larrarte e Leire Olaberria) |       |
| 2018 | Palácio Velódromo Luis Puig, Valencia | (Tania Calvo e Eukene Larrarte)     |       |
| 2019 | Palácio Velódromo Luis Puig, Valencia | (Tania Calvo e Eukene Larrarte)     |       |

### Velocidade por equipas
| Ano  | Sede                                  | Campeão                         | Notas |
| ---- | ------------------------------------- | ------------------------------- | ----- |
| 2009 | Palma Arena, Palma                    | (Ainhoa Pagola e Ana Usabiaga)  |       |
| 2010 | Palma Arena, Palma                    | (Helena Casas e Alba Díez)      |       |
| 2011 | Palma Arena, Palma                    | (Tania Calvo e Ana Usabiaga)    |       |
| 2012 | Palma Arena, Palma                    | (Tania Calvo e Ana Usabiaga)    |       |
| 2013 | Velódromo Miguel Indurain, Tafalla    | (Tania Calvo e Ana Usabiaga)    |       |
| 2014 | Galapagar                             | (Tania Calvo e Ana Usabiaga)    |       |
| 2015 | Galapagar                             | (Tania Calvo e Ana Usabiaga)    |       |
| 2016 | Palma Arena, Palma                    | (Tania Calvo e Ana Usabiaga)    |       |
| 2017 | Palma Arena, Palma                    | (Tania Calvo e Leire Olaberria) |       |
| 2018 | Palácio Velódromo Luis Puig, Valencia | (Helena Casas e María Banlles)  |       |
| 2019 | Palácio Velódromo Luis Puig, Valencia | (Helena Casas e Diana Pérez)    |       |

### Perseguição por equipas
| Ano  | Sede                                  | Campeão                                                        | Notas                                          |
| ---- | ------------------------------------- | -------------------------------------------------------------- | ---------------------------------------------- |
| 2009 | Palma Arena, Palma                    | Eneritz Iturriaga, Leire Olaberria e Ana Usabiaga)             |                                                |
| 2010 | Palma Arena, Palma                    | (Olatz Ferrán, Leire Olaberria e Ana Usabiaga)                 |                                                |
| 2011 | Não se disputou                       | Não se disputou                                                | Não se disputou                                |
| 2012 | Palma Arena, Palma                    | (Olatz Ferrán, Ana Usabiaga e Irene Usabiaga)                  |                                                |
| 2013 | Não se disputou                       | Não se disputou                                                | Não se disputou                                |
| 2014 | Galapagar                             | (Ane Iriarte, Eider Unanue, Ana Usabiaga e Irene Usabiaga)     |                                                |
| 2015 | Galapagar                             | (Ziortza Isasi, Naia Leonet, Ana Usabiaga e Irene Usabiaga)    |                                                |
| 2016 | Palma Arena, Palma                    | (Ane Iriarte, Ziortza Isasi, Eukene Larrarte e Irene Usabiaga) |                                                |
| 2017 | Palma Arena, Palma                    | (Ane Iriarte, Ziortza Isasi, Ana Usabiaga e Irene Usabiaga)    |                                                |
| 2018 | Palácio Velódromo Luis Puig, Valencia | Não se disputou                                                | Não disputado por falta de equipas suficientes |
| 2019 | Palácio Velódromo Luis Puig, Valencia | (Aroa Gorostiza, Ziortza Isasi, Ana Usabiaga e Irene Usabiaga) |                                                |